# Liste von Persönlichkeiten der Stadt Brandenburg an der Havel
Die Liste der Persönlichkeiten der Stadt Brandenburg an der Havel führt bekannte Personen auf, die in Brandenburg an der Havel geboren sind bzw. gelebt und gewirkt haben.
Personen, die durch das Zuchthaus Brandenburg in Verbindung mit der Stadt stehen, weil sie dort inhaftiert waren oder hingerichtet worden, sind im gleichnamigen Artikel zu finden. Die Ehrenbürger der Stadt sind in der Liste der Ehrenbürger von Brandenburg an der Havel aufgeführt. Weiterhin existiert eine Liste der Bischöfe von Brandenburg.

## Söhne und Töchter der Stadt
(nach dem Jahr ihrer Geburt in Brandenburg an der Havel)

### Bis 1800
- Georg Sabinus (Georg Schuler; 1508–1560), Professor der Poesie und Rhetorik, Gründungsrektor der Albertus-Universität Königsberg und Professor an der Brandenburgischen Universität Frankfurt
- Thomas Matthias (um 1520–1576), Berliner Bürgermeister und Politiker
- Benedikt Carpzov der Ältere (1565–1624), Professor der Rechtswissenschaften
- Joachim Garcaeus (1567–1633), Theologe, Superintendent in Brandenburg
- Joachim von Carpzov (1585–1628), Offizier im Dreißigjährigen Krieg, zuletzt königlich-dänischer Generalfeldzeugmeister
- Peter Vehr der Ältere (1585–1656), Theologe und Pädagoge
- Michael During (1587–1618), Bürgermeister der Altstadt, Verordneter der Städte der Mittelmark, der Uckermark und des Ruppiner Landes
- Katharina Zieriss (1587–1618), Frau des Bürgermeisters der Altstadt Brandenburg
- Johann Nauwach (um 1595–1630), Barockkomponist
- Joachim Buchholz (1608–1663), evangelischer Theologe
- Johann Havelandt (1609–1676), Jurist und Ratssekretär der Hansestadt Lübeck
- Johann Tornow (1610–1662), brandenburgischer Staatsmann
- Johann Rhetz (ca. 1633–1707), Jurist
- Christian Friedrich Cunow (1648–1706), evangelischer Pfarrer und Kirchenlieddichter
- Joachim Christopher von Ziegler (1675–1743), schwedischer Hofkonditor
- Daniel Fincke (1705–1756), Theologe
- Ludolf Ernst Schlicht (1714–1769), evangelischer Geistlicher und Kirchenlieddichter
- Karl August von Hohenstock (1723–1788), preußischer Generalmajor und Gutsbesitzer
- Johann Friedrich von Merkatz (1729–1815), preußischer Generalleutnant und Generalinspekteur der Artillerie
- Carl Friedrich Ballhorn der Ältere (1732–1813), preußischer evangelischer Geistlicher, Jurist und Beamter
- Peter Joseph Neyron (1740–1806), Jurist und Hochschullehrer
- Friederike Riedesel zu Eisenbach, geb. von Massow (1746–1808), Ehefrau des braunschweig-wolfenbüttelschen Generals Friedrich Adolf Riedesel und Amerikareisende
- Christian Konrad Sprengel (1750–1816), Theologe, Botaniker und Naturkundler
- Julius von Voß (1768–1832), Offizier, Schriftsteller
- Friedrich de la Motte-Fouqué (1777–1843), Schriftsteller
- Ludwig von Rohr (1777–1855), preußischer Generalleutnant
- Christian Wilhelm Spieker (1780–1858), Schriftsteller
- Charles Frédéric Franceson (1782–1859), Romanist, Grammatiker und Lexikograf
- Johann Heinrich Lehnert (1782–1848), evangelischer Pfarrer und Schriftsteller
- Ferdinand von Rohr (1783–1851), preußischer General, Mitglied des Preußischen Herrenhauses
- Magnus von Brünneck (1786–1866), preußischer Offizier und Politiker, Mitglied des Preußischen Herrenhauses
- Friedrich Wilhelm Roth (1787–1862), preußischer Generalmajor
- Adolf von Spillner (1790–1871), preußischer Generalmajor
- Ferdinand von Münchow (1790–1876), preußischer Generalleutnant
- Friedrich Gustav Lisco (1791–1866), Theologe
- Carl Ludwig Adolph Uhde (1792–1856), Konsul und Kolonial-Kaufmann in Mexiko, Sammler vieler heute im Museum für Völkerkunde ausgestellter Exponate; Sohn von Bürgermeister Friedrich Ludwig Uhde
- Friedrich Wilhelm Schonert (1794–1871), preußischer Generalmajor
- Heinrich Conrad Carl (1795–1867), Unternehmer und konservativer Politiker
- Gustav von Arnim (1796–1877), preußischer General
- Karl Schröders (1796–1867), preußischer Generalmajor

### 19. Jahrhundert
- Karl Messow (1802–1840), Buchhändler, Redakteur und Herausgeber einer Zeitung
- Karl Eduard Meinicke (1803–1876), Geograph
- Friedrich von Specht (1803–1879), preußischer Generalleutnant und Fachautor
- Hermann Albert Hübener (1804–1876), Kaufmann, Hamburger Senator
- August Wredow (1804–1891), Bildhauer
- Theodor Hosemann (1807–1875), Maler, Illustrator und Karikaturist in Berlin
- Jaques von Specht (1807–1878), Schaumburg-lippischer Regierungskommissar
- Ferdinand Kiesling (1810–1882), Maler
- Ferdinand Wuthenow (1812–1882), Jurist
- Heinrich Ludwig Bolze (1813–1888), Oberlehrer und Schriftsteller
- Gustav Metz (1816–1853), Maler und Bildhauer
- Ludwig Lemcke (1816–1884), Literaturhistoriker und Romanist
- Albert Crusius (1820–1884), Generalmajor
- August Weidling (1821–1902), Verleger
- Wilhelm Rüstow (1821–1878), Freiheitskämpfer und Revolutionär, Militärschriftsteller und -historiker
- Guido Michelmann (1823–1898), preußischer Generalleutnant.
- Alexander Rüstow der Ältere (1824–1866), Militärschriftsteller und Offizier
- Gebhard Nikolaus von Alvensleben (1824–1909), Oberforstmeister, Vorsitzender des Märkischen Forstvereins von 1885 bis 1900
- Hermann Wiesike (1825–1896), Rittergutsbesitzer und Mitglied des Deutschen Reichstags
- Cäsar Rüstow (1826–1866), Militärschriftsteller und Offizier
- August Siemering (1830–1883), deutschamerikanischer Schriftsteller, Journalist und Zeitungsverleger.
- Rudolf Hammer (1830–1915), Oberbürgermeister von Brandenburg, Mitglied des Preußischen Herrenhauses
- Gustav Maass (1830–1901), Botaniker und Heimatforscher
- Ludwig Fritze (1833–1922), Indologe und Sanskritist
- Adolf Ferdinand Gustaph Wagener (1835–1894), Maschinenbauer, Fabrikant
- Ludwig Chronegk (1837–1891), Schauspieler und Intendant des Meininger Theaters
- Lothar von dem Knesebeck (1837–1928), preußischer Generalleutnant und Gutsbesitzer in der Provinz Brandenburg
- Richard Schumann (1837–1897), evangelischer Geistlicher und Parlamentarier
- Adolf Schumann (1838–1895), Mathematiklehrer in Berlin
- Otto Taeglichsbeck (1838–1903), Berghauptmann und Direktor des Königlichen Oberbergamts Dortmund
- Carl Blell (1838–1914), Kaufmann und Abgeordneter
- Hermann Techow (1838–1909), Justiz- und Verwaltungsbeamter, Berater der japanischen Regierung in der Meiji-Ära
- Wilhelm von dem Knesebeck (1841–1935), preußischer Generalleutnant und Kommandeur
- Helene von Krause (Pseudonym: C. v. Hellen, 1841–1915), Schriftstellerin
- Bernhard von Bredow (1842–1918), Generalleutnant z. D.
- Hermann Gutschow (1843–1903), Generalstabsarzt und Chef des Sanitätsdienstes der Kaiserlichen Marine im Range eines Konteradmirals
- Helene Stökl (1845–1929), Schriftstellerin
- Ferdinand Ewald (1846–1928), Vergolder, 1884 nach Brandenburg ausgewiesen, Kaufmann, ab 1890 Druckereibesitzer, Herausgeber und Redakteur der Brandenburger Zeitung bis 1895, Reichstagsabgeordneter
- Carl Reichstein (1847–1931), Unternehmer
- Otto Techow (1848–1919), Architekt und Landesbaurat
- Fritz von Weller (1848–1928), Generalleutnant
- Hermann von Kotze (1851–1925), preußischer Generalleutnant
- Ernst Schrader (1852–1911), Gymnasiallehrer und Schriftsteller
- Wilhelm Hengstenberg (1853–1927), Jurist und Verwaltungsbeamter
- Paul Bode (1854–1917), Gymnasiallehrer für Mathematik, Naturwissenschaften und Religion in Frankfurt am Main
- Carl Paul Goerz (1854–1923), Unternehmer, Gründer der Optischen Anstalt C. P. Goerz in Berlin
- Max von Bredow (1855–1918), Landrat, Landwirt
- Luise Marelle (1857 oder 1859–1940), Schriftstellerin
- Otto Brucks (1858–1914), Tubist, Opernsänger, Komponist und Intendant
- Oskar Alexander Richard Büttner (1858–1927), Botaniker und Afrikaforscher
- Georg von Waldersee (1860–1932), preußischer Offizier
- Paul Matschie (1861–1926), Zoologe
- Georg Wegener (1863–1939), Geograph und Forschungsreisender
- Fritz Raschig (1863–1928), Industrieller, Chemiker und Politiker
- Gustav Gräben (1865–1944), Radrennfahrer
- Richard Stimming (1866–1936), Arzt und Urgeschichtsforscher
- Georg Steinhausen (1866–1933), Bibliothekar und Kulturwissenschaftler
- Hans Kratzenberg (1867– nach 1932), Landwirt und Politiker (DVP, DB)
- Gustav Noske (1868–1946), Reichswehrminister
- Franz Kreidemann (1871–1953), Schauspieler und Schriftsteller
- Elisabeth Goedicke (1873 – nach 1943), Schriftstellerin
- Frieda Blell (1874–1951), Landschaftsmalerin
- Paul Ehrenberg (1875–1956), Agrikulturchemiker und Hochschullehrer
- Arnold Koeppen (1875–1940), Lehrer und Schriftsteller
- Paul Ristau (1876–1961), Politiker (SPD, USPD)
- Paul Mühsam (1876–1960), Schriftsteller und Übersetzer
- Else Fisch (1876–1950), Politikerin
- Ernst Otto (Pädagoge) (1877–1959), Rektor der Karl-Ferdinands-Universität
- Martin Stritte (1877–1963), Jurist und liberaler Politiker
- Karl Bergemann (1878–1949), Politiker, Regierungspräsident des preußischen Regierungsbezirks Merseburg
- Paul Hausser (1880–1972), Generalleutnant der Reichswehr und SS-Oberstgruppenführer und Generaloberst der Waffen-SS
- Otto Krautz (1880–1953), Gewerkschafter
- Götz von Götz (1881–1954), Verwaltungsbeamter, Regierungspräsident
- Paul Kaiser-Reka (1881–1963), Instrumental-Virtuose, Musik-Artist
- Friedrich Wilhelm Isenburg (1882–1968), preußischer Offizier
- Kurt von Schleicher (1882–1934), Major der Preußischen Armee, General der Reichswehr, Reichswehrminister und Reichskanzler
- Erich Metzenthin (1883– nach 1932), deutscher Polizeibeamter und Politiker (DVP).
- Józef Unrug (1884–1973), deutscher (1907–1919) und polnischer (1919–1947) Marineoffizier, Oberbefehlshaber der polnischen Marine (1925–1939)
- Cornelius van Oyen (1886–1954), Sportschütze und Olympiasieger mit der Schnellfeuerpistole
- Willy Leow (1887–1937), Politiker (KPD), Reichstagsabgeordneter
- Kurt Runge (1887–1959), Ruderer
- Willy von Nordeck (1888–1956), Admiral der Kriegsmarine
- Reinhold Draber (1888–1947), Fotograf
- Alfred Spindler (1888–1948), Jurist
- Paul Schmolling (1892–1965), Maler und Grafiker
- Otto Kühne (1893–1955), Interbrigadist, Oberstleutnant der Résistance, Oberbürgermeister von Brandenburg
- Theodor Wiese (1893–1946), Maler
- Fritz Horn (1896–1963), Luftfahrtpionier
- Ida Fromm (1897–1965), Bremer Politikerin (SPD)
- Willi Hockenholz (1898–1950), Politiker (SPD/SED)
- Ellen Auler (1899–1959), Porträt- und Genremalerin der Düsseldorfer Schule
- Margarete Fechner (1899–1983), Politikerin (SPD)
- Max Herm (1899–1982), Politiker
- Robert Rohde (1900–1958 in Berlin), Politiker (SPD)
- Hans Kehrl (1900–1984), Unternehmer, NSDAP-Gauwirtschaftsberater sowie SS-Wirtschaftsführer
- Walther Braune (1900–1989), Orientalist

### 20. Jahrhundert

#### 1901–1925
- Hans Kossatz (1901–1985), Karikaturist, Comiczeichner und Illustrator
- Kurt Schreinert (1901–1967), Literaturwissenschaftler und Fontane-Forscher
- Eckart Kehr (1902–1933), Historiker und Politikwissenschaftler
- Karl Scholze (1902–1986), Politiker (NSDAP)
- Max Schoppe (1902–1976), Politiker (NSDAP)
- Herbert Billib (1904–2001), Wasserbau-Ingenieur
- Hans-Georg von Tempelhoff (1907–1985), Brigadegeneral der Bundeswehr
- Willi Peter (1907–1978), Orgelbauer
- Oswald Poche (1908–1962), Oberregierungsrat und SS-Obersturmbannführer
- Warner Seelig Bass (1908–1988), deutsch-US-amerikanischer Musiker
- Hans Graß (1909–1994), evangelischer Geistlicher und Hochschullehrer an der Universität Marburg
- Karl-Ludwig Stellmacher (1909–2001), Mathematiker
- Gerhard Wolf (1909–1996), Künstler und Kunsterzieher
- Werner Matthies (1910–1991), Politiker (SPD)
- Johannes Müller (1910–1970), Physiker
- Arno Türklitz (1911–1993), Möbelhändler und Mäzen
- Heinz Helbig (1913–?), Filmregisseur und Drehbuchautor
- Rudi Schuricke (1913–1973), Schlagersänger und Schauspieler
- Hans-Joachim Mund (1914–1986), evangelischer Theologe
- Ingeborg Wendt alias Ruth Rödern (1917–1989), Kinderbuchautorin
- Hellmuth G. Dahms (1918–2010), Historiker
- Günter Lehmann (1920–2015), Ernährungswissenschaftler und Lebensmitteltechnologe
- Gerd Salmen (* 1920), Dramatiker und Schriftsteller
- Horst Mohr (* 1920), Politiker (NDPD)
- Harald Seeger (1922–2015), Fußballspieler und Trainer
- Vicco von Bülow alias Loriot (1923–2011), Satiriker und Schauspieler
- Georg Schlaga (1924–2018), Pädagoge und Politiker
- Gerhard Hasse (1925–2001), Chirurg und Bürgerrechtler

#### 1926–1950
- Ernst Timm (1926–2005), Politiker (SED)
- Karin Andersen (1927–2013), Schauspielerin
- Barbara Cramer-Nauhaus (1927–2001), Anglistin und Übersetzerin
- Werner Dolata (1927–2015), Politiker (CDU)
- Günter Schröter (1927–2016), Fußballspieler
- Werner Affeldt (1928–März 2019), Mittelalterhistoriker
- Günter Herm (* 1928), Politiker (SED)
- Rudi Kirchhoff (1928–2013), Radrennfahrer
- Hans-Georg Lehmann (1928–2005), Politiker (LDPD)
- Heinz Lüdemann (1928–1997), Geograph
- Karl Rieke (1929–2018), Politiker (SED)
- Heinrich Schneider (1929–2018), Politikwissenschaftler
- Günther Scharfenberg (1930–2019), Diplomat
- Walter Felscher (1931–2000), Mathematiker
- Manfred Ullmann (* 1931), Arabist
- Walter Felscher (1931–2000), Mathematiker
- Andreas Hanft (1932–1996), Nachrichtensprecher, Synchronsprecher und Schauspieler
- Klaus Rohde (* 1932), Biologe
- Claus Ulrich Wiesner (1933–2016), Schriftsteller
- Dieter Strauch (* 1933), Rechtshistoriker
- Dieter Hass (1934–1996), Chemiker
- Hans-Dieter Altenkirch  (1934–2000), Fußballspieler.
- Joachim Bohm (* 1935), Kristallograph
- Günter Perleberg (1935–2019), Kanute
- Peter Haarhaus (* 1936), Generalleutnant der Luftwaffe der Bundeswehr
- Dieter Krause (1936–2020), Kanute
- Klaus-Peter Wenzel (1936–2015), Chirurg, Hygieniker und Medizinhistoriker
- Ute Angerhoefer (* 1937), Professorin für Sonderschulpädagogik
- Angela Grützmann (1937–2023), Politikerin (SPD)
- Wilfried Küper (1937–2020), Professor für Strafrecht
- Wolfgang Eggert (1938–2006), Historiker
- Manfred Karge (* 1938), Theaterregisseur, Schauspieler und Theaterautor
- Otmar Schulz (1938–2023), evangelischer Theologe, Publizist, Komponist, Dichter und Übersetzer von Kirchenliedern
- Joachim Kemmer (1939–2000), Schauspieler und Synchronsprecher
- Michael Nerlich (* 1939), Romanist
- Hans-Christoph Rauh (* 1939), Philosoph und Hochschullehrer
- Renate Schneider (* 1939), Politikerin (LDPD, FDP)
- Hanna Vollrath (* 1939), Historikerin für Mittelalterliche Geschichte
- Wolfgang Glaeser (1940–2020), Politiker (NDPD, FDP)
- Horst Hawemann (1940–2011), Theaterregisseur
- Bernd Lutz (1940–2022), Verleger, Lektor und Autor
- Dieter Mertens (* 1941), Bauforscher
- Klaus Mühe (* 1941), Politiker (SED), Oberbürgermeister
- Klaus Windeck (* 1941), deutscher Unternehmer
- Gerhard Dietrich (1942–2024), Geräteturner
- Uwe Grabe (* 1942), Kugelstoßer
- Barbara Hübner (* 1942), Politikerin (SPD)
- Hartwig Neumann (1942–1992), Hauptschullehrer, Bauhistoriker und Festungsforscher
- Berndt Schulz (* 1942; Pseudonym Mattias Gerwald), Schriftsteller, Fernseh- und Filmkritiker
- Jörg Trapp (1942–2022), Basketballspieler, -trainer und -funktionär
- Margit Osterloh (* 1943), Ökonomin
- Gerhard Scheu (* 1943), Politiker (CSU)
- Margrit Spielmann (* 1943), Politikerin (SPD)
- Bernd Köllinger (1944–2011), Theaterwissenschaftler, Ballettdirektor und Librettist, von 2002 bis 2007 Chefredakteur des „Brandenburger Wochenblatts“ (BRAWO)
- Heinz-Dietrich Löwe (* 1944), Historiker für osteuropäische Geschichte
- Frederike Frei (* 1945), Schriftstellerin
- Wolfgang Rudolph, Puppenspieler und DDR-Oppositioneller
- Klaus-Peter Tiemann (* 1945), deutscher Ingenieurwissenschaftler
- Andreas Pavel (* 1945), deutsch-brasilianischer Philosoph und Erfinder
- Dietrich Pannier (* 1945), Bibliothekar und Jurist
- Gerhard Bunke (* 1946), Gebrauchsgrafiker
- Jürgen Groß (* 1946), Dramaturg, Theaterregisseur und Dramatiker
- Stefan Körber (* 1947), Politiker (SPD)
- Rosemarie Polkorab (1947–2009), österreichische Politikerin (SPÖ), Landtagsabgeordnete und Gemeinderätin
- Joachim Sigusch (* 1947), Fußballspieler
- Hans-Joachim Borzym (* 1948), Ruderer und Rudertrainer
- Joachim Lucchesi (* 1948), Musikwissenschaftler
- Walentin Nikolajewitsch Parmon (* 1948), russischer Chemiker
- Dieter Groß (* 1949), Politiker (Die Linke)
- Dorothea Meissner (1949–2010), Schauspielerin
- Wolfgang Zuckschwerdt (* 1949), Judoka, Sumōtrainer, Sportfunktionär, Polizeioberkommissar
- Klaus Mettig (* 1950), Künstler
- Jutta Seidel (* 1950), Bürgerrechtlerin

#### 1951–1975
- Martin Eigner (* 1951), Maschinenbauingenieur
- Bernd Landvoigt (* 1951), Ruderer
- Jörg Landvoigt (* 1951), Ruderer
- Reiner Kurth (* 1951), Kanute
- Angelika Barbe (* 1951), DDR-Oppositionelle, Gründungsmitglied der DDR-SPD, Bundestagsabgeordnete und CDU-Politikerin
- Norbert Langerwisch (* 1951), Bürgermeister und Polizist
- Petra Grabowsky (* 1952), Kanutin
- Herbert Halli (1953–1975), Todesopfer an der Berliner Mauer
- Helmut Schliesing (* 1953), Pädagoge und Politiker (SPD), Oberbürgermeister
- Renate Schimkoreit (* 1954), Journalistin, Sachbuchautorin und Diplomatin
- Henrietta Ebert (* 1954), Ruderin
- Karl-Heinz Bußert (* 1955), Ruderer
- Burkhard Schöps (* 1955), Politiker (CDU)
- Dietlind Tiemann (* 1955), Politikerin (SED, CDU), Oberbürgermeisterin
- Hans Joachim Triebsch (* 1955), Maler und Grafiker
- Lutz Eigendorf (1956–1983), Fußballspieler
- Christiane Köpke (* 1956), Ruderin
- Martin Nimz (* 1956), Regisseur und Schauspieler
- Lutz Wanja (* 1956), Schwimmer
- Marlies Ludwig (* 1957), Schauspielerin
- Lutz Kowalzick (* 1957), Professor für Dermatologie, Politiker, Enkel von Friedrich Grasow und Neffe von Friedrich-Carl Grasow[1][2][3][4][5]
- Hagen Brandstäter (* 1958), Betriebswirt und Verwaltungsdirektor
- Bernd Niesecke (* 1958), Ruderer
- Birgit Schütz (* 1958), Ruderin
- Ludwig Jahn (* 1959), Bobfahrer
- Jens-Holger Kirchner (1959–2024), Politiker
- Frank Fischer (* 1960), Kanute
- Helmut Busse (* 1960), DDR-Rugbynationalspieler
- Torsten Busse (* 1962), DDR-Rugbynationalspieler
- Birgit Fischer (* 1962), Kanutin
- Tobias Langhoff (1962–2022), Theater- und Filmschauspieler
- Andreas Lindner (* 1962), Fußballspieler
- Thomas Bartel (* 1963), Künstler
- Jean Wiersch (* 1963), Schriftsteller
- Sylke Enders (* 1965), Filmregisseurin, Drehbuchautorin und Filmproduzentin
- Stefan Heyne (* 1965), bildender Künstler und Bühnenbildner
- Karsten Laske (* 1965), Regisseur und Drehbuchautor
- Hans-Jörg Bliesener (* 1966), Kanute
- Mathias Knoppe (* 1966), Fotograf
- Jana Perlberg (* 1966), Judoka
- Anke von Seck (* 1966), Kanutin
- Marco Ziem (1966–2013), Fußballspieler
- Corinna Breite (* 1967), Schauspielerin und Kommunalpolitikerin
- Bianca Görke (* 1967), Politikerin (Die Linke)
- Kay Bluhm (* 1968), Kanute
- Susanne Börnike (* 1968), Schwimmerin
- Britta Kornmesser (* 1968), Politikerin
- Susann Toni Wagner (* 1968), Schauspielerin und Synchronsprecherin
- Sascha Bunge (* 1969), Theaterregisseur
- Ina Rudolph (* 1969), Schauspielerin
- Dana Golombek (* 1970), Schauspielerin
- Steffen Freund (* 1970), Fußballspieler
- Anna Loos (* 1970), Schauspielerin und Sängerin
- Guido Kutscher (* 1970), Ruderer
- Peter Schmidt (* 1970), Handballspieler
- Katrin Lange (* 1971), Politikerin (SPD)
- Billy Wulff (* 1971), Radiomoderatorin
- Amy Elaine (* 1972), Schauspielerin und Sängerin
- DJ Knick Neck (* 1973 als Jens Rettig), DJ und Musikproduzent
- Uwe Adler (* 1974), Politiker (SPD), seit 2019 Mitglied des Brandenburgischen Landtages
- Sandra Gockel (* 1974), Politikerin (CDU)
- Sebastian Kinder (* 1974), Wirtschaftsgeograph
- Andreas Rutz (* 1974), Historiker
- Kathleen Naser (* 1975), Ruderin

#### 1976–2000
- Katrin Wagner-Augustin (* 1977), Kanutin
- Melanie Seeger (* 1977), Geherin
- Stephan Schäfer (* 1977), Schauspieler
- Ina Tempel (* 1978), Schauspielerin
- Birgit Wärnke (* 1978), Autorin, Reporterin, Journalistin, Regisseurin und Dokumentarfilmerin
- René Kretzschmar (* 1979), Politiker (Die Linke)
- Carmen Winkel (* 1979), Historikerin
- Poldi Kuhl (* 1979), Psychologin
- Theresa Scholze (* 1980), Schauspielerin
- Katja Rosin (* 1980), Schauspielerin, Sprecherin und Theaterpädagogin
- Maria Böttche (* 1981), Psychologin
- Johannes Mallow (* 1981), Gedächtnissportler
- Sahra Damus (* 1982), Politikerin (Bündnis 90/Die Grünen)
- Markus Huth (* 1982), Journalist, Fotograf und Buchautor
- Linda Vierecke (* 1982), Politikerin (SPD)
- Andy Besuch (* 1983), Kostümbildner
- Jouleen Gruhn (* 1984), Politikerin (BSW)
- Florian Linckus (* 1984), Filmkomponist, Arrangeur und Musikproduzent
- Grit Lukas (* 1985), Theaterregisseurin
- Daniel Reinhardt (* 1986), Politiker
- Matthias Ritschel (* 1986), Handballspieler
- Christin Willnat (* 1986), Übersetzerin und Politikerin
- Torsten Flassig (* 1987), Schauspieler
- Thomas Franke (* 1988), Fußballspieler
- Martina Maxi Schmidt (* 1988), Politikerin (SPD)
- Max Röger (* 1989), Leichtgewichts-Ruderer
- Robert Teske (* 1990), Politiker (AfD)
- Saskia Lehnert (* 1993), Fußballspielerin
- Johannes Hintze (* 1999), Schwimmer
- Rudolf Ndualu (* 1999), Fußballspieler

### 21. Jahrhundert
- Gina Böttcher (* 2001), Schwimmerin im Behindertensport und Paralympics-Teilnehmerin
- Maximilian Beier (* 2002), Fußballspieler
- Pia Fernau (* 2002), Volleyballspielerin
- Badmómzjay (* 2002), Rapperin
- Jacob Danquah (* 2005), Fußballspieler

## Weitere Persönlichkeiten, die mit der Stadt in Verbindung stehen
- Albrecht der Bär (um 1100 – 1170), eroberte die Stadt 1157, Gründer der Mark Brandenburg, erster Markgraf
- Habakuk Schmauch, Sagengestalt, Räuberhauptmann mit wahrscheinlich historisch realem Hintergrund
- Daniel von Mukede (zwischen 12. und 13. Jahrhundert), Ritter, Domherr, Coadjutor
- Lippold von Bredow (vor 1369 – nach 1411), Landeshauptmann beziehungsweise Statthalter in der Mark Brandenburg
- Stephan Bodecker (1384–1459), 1421–1459 Bischof von Brandenburg, Gelehrter, Förderer des allgemeinen Unterrichts für Kinder aller sozialer Schichten
- Engelbert Wusterwitz (um 1385 – 1433), Jurist der Neustadt Brandenburg, bedeutender Chronist
- Gertrud von Saldern (1518–1595), Schulstifterin
- Simon Roter († 1595), Bürgermeister der Altstadt
- Zacharias Garcaeus, auch Gartz (1544–1583), Stadtsyndicus und Stadtschreiber der Altstadt Brandenburg, Schreiber am Schöffenstuhl, Pädagoge, Humanist, Rektor der Lateinschule an St. Gotthardt, Rektor der Alten Lateinschule an St. Gotthardt, des Vorgängerinstitutes der Saldria, bedeutendster Ortschronist Brandenburgs während der Renaissance, erschuf die erste bekannte Stadtansicht von Brandenburg an der Havel (Blick vom Turm St. Gotthardts zum Marienberg)
- Urban Pierius (um 1546 – 1616), evangelischer Theologe, 1578–1581 Superintendent in Brandenburg
- Balthasar Kindermann (1636–1706), Dichter, 1659–1667 Konrektor und Rektor der Saldria
- Friedrich von Görne (1670–1745), preußischer Minister
- Bernhard Kühns (1682–1729/30), Pädagoge und Theologe, Konrektor der Saldria
- Heinrich August de la Motte Fouqué (1698–1774), preußischer General, ab 1763 Dompropst am Dom Brandenburg, Freund von König Friedrich II., Großvater von Friedrich de la Motte Fouqué
- Leopold von Görne (1715–1769), preußischer Beamter und Schlossbesitzer
- Adolf Julius Lauer von Münchhofen (1755–1831), preußischer Beamter, Schlossherr und Ahnherr der Familie Lauer von Münchhofen
- Marie Magdalene Charlotte von Stoltzenberg (1763–1838), Schauspielerin, Mätresse, Schlossherrin und Ahnherrin der Familien von Stoltzenberg und Lauer von Münchhofen
- Hans von Held (1764 in Auras–1842 in Berlin), preußischer Finanzbeamter und Schriftsteller; wurde 1797 nach Brandenburg strafversetzt
- Moritz Ludwig Seyffert (1809–1872), Philologe und Pädagoge, 1839–1846 Konrektor am Gymnasium Brandenburg
- Theodor Schönemann (1812–1868), Mathematiker, von 1842 bis 1868 Professor am Gymnasium Brandenburg
- Hermann Barschall (1815–1859), Verwaltungsjurist, von 1844 bis 1851 Direktor der Strafanstalt Brandenburg
- Otto von Bismarck (1815–1898), 1849 Abgeordneter von Brandenburg und Rathenow in den Preußischen Landtag (dabei in Brandenburg nur 48,5 % der Stimmen für ihn)
- Georg Büchmann (1822–1884), deutscher Philologe, Herausgeber der umfangreichen Zitatesammlung Geflügelte Worte, von 1850 bis 1854 Lehrer an der Saldria
- Alfred von Rauch (1824–1900), Oberst und Kommandeur des Kürassier-Regiments Nr. 6 „Kaiser Nikolaus I. von Rußland“ von 1866 bis 1870, später General der Kavallerie und Generaladjutant der deutschen Kaiser
- Fritze Bollmann (1852–1901), Barbier, volkstümliches Original
- Ernst Paul Lehmann (1856–1934), Spielzeugfabrikant in Brandenburg
- Alfred Flakowski (1872–1942), Kaufmann; von 1905 bis 1942 in Brandenburg an der Havel
- Fritz Beinkämpen (1873–1922), preußischer Landtagsabgeordneter der SPD, Stadtverordneter und Stadtrat in Brandenburg/Havel
- Erich Baron (1881–1933), Zeitungsredakteur (1907–1919) und Stadtverordneter (1910–1919) der SPD bzw. der USPD
- Hermann Friedrich (1885–1944), antifaschistischer Widerstandskämpfer
- Arnold Topp (1887–1945), Maler des Expressionismus und Kubismus, Lehrer an der Saldria von 1913 bis 1940
- Wilhelm Fraenger (1890–1964), Stadtrat und Leiter des Amtes für Volksbildung 1946, Gründungsmitglied und Direktor der Volkshochschule 1946–1947, Zweiter Vorsitzender des Kulturbundes 1947–1949
- Friedrich Ebert junior (1894–1979), Zeitungsredakteur der SPD in Brandenburg, später Oberbürgermeister (SED) von Ost-Berlin
- Otto Bernhard Wendler (1895–1958), Pädagoge und Schriftsteller, Kindheit in Brandenburg, Leiter der weltlichen Schule 1927–1933
- Wilhelm Sievers (1896–1966), Politiker und NSDAP-Oberbürgermeister in Brandenburg/Havel
- Lothar Kreyssig (1898–1986), Richter am Amtsgericht Brandenburg/Havel, der in der Zeit des Nationalsozialismus gegen die sogenannte Aktion T4 auftrat, später Kirchenpolitiker
- Elinor Hubert (1900–1973), Politikerin (SPD), war Ende des Krieges Praktische Ärztin in Brandenburg/Havel
- Albrecht Schönherr (1911–2009), 1946–1962 Superintendent des Kirchenkreises Brandenburg/Havel, 1951–1962 Direktor des Predigerseminars in der Stadt Brandenburg, 1972–1981 Bischof der Evangelischen Kirche in Berlin-Brandenburg/Region Ost, 1946–1999 Dechant des Domstifts Brandenburg
- Werner Mölders (1913–1941), Jagdflieger im Zweiten Weltkrieg, Kindheit und Schulzeit in Brandenburg
- Fritz-Rudolf Güntsch (1925–2012), Computer-Pionier, Erfinder des virtuellen Speichers, Industrie- und Wissenschaftsmanager, zahlreiche Vorfahren aus der Stadt, lebte von 1992 bis 2012 in der Altstadt
- Otto Graf Lambsdorff (1926–2009), zeitweise Schulausbildung in der Ritterakademie, 1995–2003 Kurator des Fördervereins Dom zu Brandenburg
- Herbert Wohlert (1928–2019), Gebrauchsgrafiker und Illustrator
- Johann Friedrich Kekulé von Stradonitz (1930–2009), Zögling der Ritterakademie, Politiker
- Peter Gülke (* 1934), Dirigent, 2015–2020 Chefdirigent der Brandenburger Symphoniker
- Manfred Schindler (1935–2016), Designer
- Bertram Schönwälder (1936–2018), Bürgermeister, Pfarrer und Stahlwerker
- Bodo Henke (* 1937), Maler, Bildhauer und Lehrer
- Manfred Krug (1937–2016), Schauspieler; Lehrausbildung im Stahl- und Walzwerk Brandenburg
- Hans-Joachim Lauck (* 1937), 1970–1979 Direktor des Stahl- und Walzwerkes Brandenburg, 1979–1986 Generaldirektor des Qualitäts- und Edelstahlkombinates Brandenburg, 1986–1989 Minister für Schwermaschinen- und Anlagenbau der DDR
- Wilfried Schwarz (* 1937), Maler und Lehrer
- Emil Spiess (1938–2009), Maler, lebte in Brandenburg
- Monika Spiess (* 1942), Bildhauerin, lebt in Brandenburg
- Ingeborg Arlt (* 1949), Schriftstellerin, seit 1970 in Brandenburg
- Frank Castorf (* 1951), Theaterregisseur, 1979–1981 Regisseur am Stadttheater
- Petra Faderl (1952–2007), Pädagogin und Politikerin (PDS)
- Erardo Cristoforo Rautenberg (1953–2018), Generalstaatsanwalt des Landes Brandenburg, lebte seit 1997 in der Altstadt
- Michael Helmrath (* 1954), 2000–2015 Generalmusikdirektor der Brandenburger Symphoniker, lebt in der Altstadt
- Wilfried Pommerien (* 1954), Internist und Chefarzt am Städtischen Klinikum und Prodekan der Medizinischen Hochschule Brandenburg
- Herbert Trimbach (* 1954), Vorsitzender Richter am Oberlandesgericht Brandenburg (2007–12)
- René Mantke, Chirurg und Chefarzt am Städtischen Klinikum und Prodekan der Medizinischen Hochschule Brandenburg
- Eberhard Janotta (* 1961), herausragender Fußballer bei BSG und BSV Stahl Brandenburg
- Heiko Mathias Förster (* 1966), Dirigent, 1990–1993 Chefdirigent, 1993–1999 Generalmusikdirektor der Brandenburger Symphoniker
- Roy Präger (* 1971), Fußballspieler der Bundesliga, der bei der BSG Stahl Brandenburg spielte
- Sven Beuter (1972–1996), von der Bundesregierung anerkanntes Todesopfer rechtsextremer Gewalt
- Andrei Walther (* 1972), Bauingenieur, Innovationspreisträger Berlin-Brandenburg
- Ronja Fini Sturm (* 1995), Ruderin; wuchs in Brandenburg auf
- Elvis Rexhbeçaj (* 1997), Fußballspieler der Bundesliga; wuchs in Brandenburg auf